# Albert Suárez (beisbolista)
Albert Joe Suárez Subero (Nacido en San Félix, Bolívar, Venezuela, el 8 de octubre de 1989) es un lanzador de la Liga Venezolana de Béisbol Profesional (LVBP), para los Leones del Caracas.

## Carrera como beisbolista

### 2008
En el 2008, Suárez comenzó su carrera profesional en el sistema de Tampa Bay Rays en 2008, jugando para los Princeton Rays de la Appalachian League de la clase Rookie e irse 0-2 con efectividad de 3.92 en 11 juegos (nueve aperturas). 

### 2009
En 2009, lanzó para Hudson Valley Renegades de la New York–Penn League de la Clase A temporada corta, con un total combinado de 1-0 con una efectividad de 2.79 en dos aperturas.

### 2010
En el 2010, Lanzó para los GCL Rays de la Gulf Coast League de la clase Rookie y para los Bowling Green Hot Rods de la Midwest League de la Clase A (Media), con un total combinado de 2-5 con efectividad de 3.38 en 15 juegos (14 aperturas). 

### 2011
En 2011, tuvo marca de 1-1 con una efectividad de 2.15 en ocho partidos entre GCL Rays y los Charlotte Stone Crabs de la Florida State League de la Clase A Avanzada (Fuerte).
LVBP
El 10 de octubre de 2011, Albert Suárez es asignado a la organización de Los Navegantes del Magallanes de la Liga Venezolana de Béisbol Profesional (LVBP)
El 28 de octubre de 2011, Albert Suárez hace su debut con los Navegantes del Magallanes, tuvo marca de 0-2 con efectividad de 13.50 en 2 aperturas, permitió 6 hit, 5 carreras, 1 jonrón, 5 bases por bolas, ponchó a 2 bateadores en 3 inning y 1/3.

### 2012
En el 2012, tenía foja de 5-9 con efectividad de 4.08 en 25 aperturas con Charlotte Stone Crabs.

### 2013
En el 2013, Hizo dos aperturas para Montgomery Biscuits de la Southern League de la Doble A, registrando 1.42 de efectividad.
el la LVBP
El 19 de marzo de 2013, Leones y Magallanes hicieron cambio, Los Leones del Caracas concretaron un cambio en el que el lanzador Albert Suárez pertenece a los Leones del caracas y Tomás Telis ahora formará parte del equipo los Navegantes del Magallanes.

### 2014
En 2014, se fue de 4-6 con una efectividad de 3.60 en 14 aperturas con Charlotte Stone Crabs y el Montgomery Biscuits.
En la LVBP
El 7 de octubre de 2014, Albert Suárez es asignado a Los Leones del Caracas. y hace su debut con el equipo el 12 de octubre de 2014. tuvo marca de 1-2 con efectividad de 6.20 en 8 juegos de las cuales 6 fueron aperturas, permitió 37 hit, 19 carreras, 2 jonrones, 7 bases por bolas, ponchó a 16 bateadores en 24 inning y 2/3.

### 2015
En 2015, fue liberado por los Rayos de Tampa Bay y firmó un contrato de ligas menores con Los Angeles Angels of Anaheim. Después de ir 11-9 con una efectividad de 2.98 en 27 aperturas para los Arkansas Travelers en 2015 para ganar una selección de las Estrellas de la Liga de Texas. 

### 2016 - Gigantes de San Francisco
Para el 2016, Suárez fue fichado por los Gigantes de San Francisco con una invitación al entrenamiento de primavera de las Grandes Ligas. Comenzó la temporada 2016 con la Triple-A Sacramento River Cats de la Pacific Coast League. Suárez tuvo marca de 1-2 con efectividad de 2.88 cuando fue llamado a los Gigantes de San Francisco el 6 de mayo de 2016. Suárez hizo su debut en las Grandes Ligas de Béisbol el 8 de mayo de 2016, convirtiéndose en el Venezolano n.º 345 en las Grandes Ligas, lanzando una entrada sin anotación en relevo contra los Rockies de Colorado. Suárez obtuvo su primer triunfo en Grandes Ligas el 11 de mayo, al lanzar sin anotación en la 13.ª entrada contra los Azulejos de Toronto, escapando de un empate cargado de bases al inducir a José Bautista a salir. Suárez hizo su primera apertura de Grandes Ligas el 1 de junio de 2016 ante los Bravos de Atlanta, permitiendo 3 carreras en 5 entradas lanzadas. En ese juego, obtuvo su primer hit de Grandes Ligas y carreras impulsadas en un sencillo en el cuadro junto a Ian Krol.

### 2017
El  6 de agosto de 2017, Albert Suárez se apuntó el primer salvamento de su carrera,  Jeff Samardzija trabajó hasta la séptima para ganar su tercera apertura consecutiva y Suárez brilló en relevo de dos entradas para salvar y los Gigantes de San Francisco se impusieron 6-3 a los Diamondbacks de Arizona, retiró a 7 bateadores en el primer salvamento de su carrera, en total lanzó 2.1 actos cediendo apenas un hit, además de ponchar a 3 contrarios. Box score completo
En la LVBP
El 25 de octubre de 2017, Albert Suárez vuelve a ser asignado a Leones del Caracas de la LVBP para la Temporada 2017-18. El 20 de diciembre de 2014 frente a Caribes de Anzoátegui fue la última vez que Suárez actuó en un juego de la LVBP.
El 31 de octubre de 2017, Albert Suárez debuta para la Temporada 2017-18, Suárez pierde el partido, los Caribes de Anzoátegui se impusieron 12-3 a los Leones del Caracas, retiró a 3 bateadores, en total lanzó 2.2 inning, permitiendo 4 hit, 2 carreras y otorgó 3 bases por bolas.Box score completo

## Personal
Su hermano es Robert Suárez, también lanzador en Nippon Professional Baseball para Fukuoka SoftBank Hawks.